# Khatri Subash
Khatri Subash (* 1. Dezember 1987) ist ein ehemaliger nepalesischer Skirennläufer.

## Karriere
Subash gab sein internationales Renndebüt am 10. März 2008 bei einem FIS-Riesenslalom in Les Arcs. Seinen einzigen Start bei einem internationalen Großereignis hatte er zwei Jahre später bei den Weltmeisterschaften in Val-d’Isère. Dort erreichte er im Riesenslalom den 88. Rang.
Danach startete er noch bei einigen FIS bzw. Citizenrennen in Frankreich. Sein letztes Rennen bestritt er am 17. März 2013 in Courchevel, danach ist er nicht mehr als Rennläufer in Erscheinung getreten.

## Erfolge

### Weltmeisterschaften
- Val-d'Isère 2009: 88. Riesenslalom